# Окшув
Окшув (пол. Okszów) — село в Польщі, у гміні Холм Холмського повіту Люблінського воєводства. Населення — 1577 осіб (2011).

## Історія
За даними етнографічної експедиції 1869—1870 років під керівництвом Павла Чубинського, у селі здебільшого проживали римо-католики, проте населення переважно розмовляло українською мовою.
Під час Другої світової війни в селі існувала українська школа.
У 1975—1998 роках село належало до Холмського воєводства.

## Демографія
Демографічна структура станом на 31 березня 2011 року:
|          | Загалом | Допрацездатний вік | Працездатний вік | Постпрацездатний вік |
| -------- | ------- | ------------------ | ---------------- | -------------------- |
| Чоловіки | 767     | 182                | 531              | 54                   |
| Жінки    | 810     | 184                | 500              | 126                  |
| Разом    | 1577    | 366                | 1031             | 180                  |